# 7188 Yoshii
A 7188 Yoshii (ideiglenes jelöléssel 1992 SF1) a Naprendszer kisbolygóövében található aszteroida. Endate Kin,  Vatanabe Kazuró fedezte fel 1992. szeptember 23-án.